# Engystomops guayaco
La Rana túngara guayaca (Engystomops guayaco) es una especie de anfibios de la familia Leptodactylidae.

## Distribución geográfica y hábitat
Es endémica de la provincia del Guayas (Ecuador). Su rango altitudinal oscila entre 32 y 92 m s. n. m..